# Chlorure de chrome(III)
On appelle chlorure de chrome(III), ou chlorure chromique, une série de composés de formule CrCl3(H2O)x, où x peut valoir 0, 5 et 6. Le composé anhydre de formule CrCl3 est un solide violet. La forme la plus commune du trichlorure est l'hexahydrate CrCl3(H2O)6, vert foncé. Les chlorures de chrome(III) sont utilisés comme catalyseurs et comme précurseurs de colorants pour la laine.

## Structure

### Forme anhydre
Le chlorure de chrome(III) anhydre adopte la structure YCl3, où les ions Cr3+ occupent un tiers des interstices octaédriques dans des couches alternées d'un réseau pseudo-cubique à faces centrées d'ions Cl−. L'absence de cations dans une couche sur deux conduit à une faible liaison entre deux couches adjacentes. Pour cette raison, les cristaux de CrCl3 clivent aisément le long des plans entre couches, ce qui donne l'aspect flaky (micacé) des échantillons de chlorure de chrome(III),.

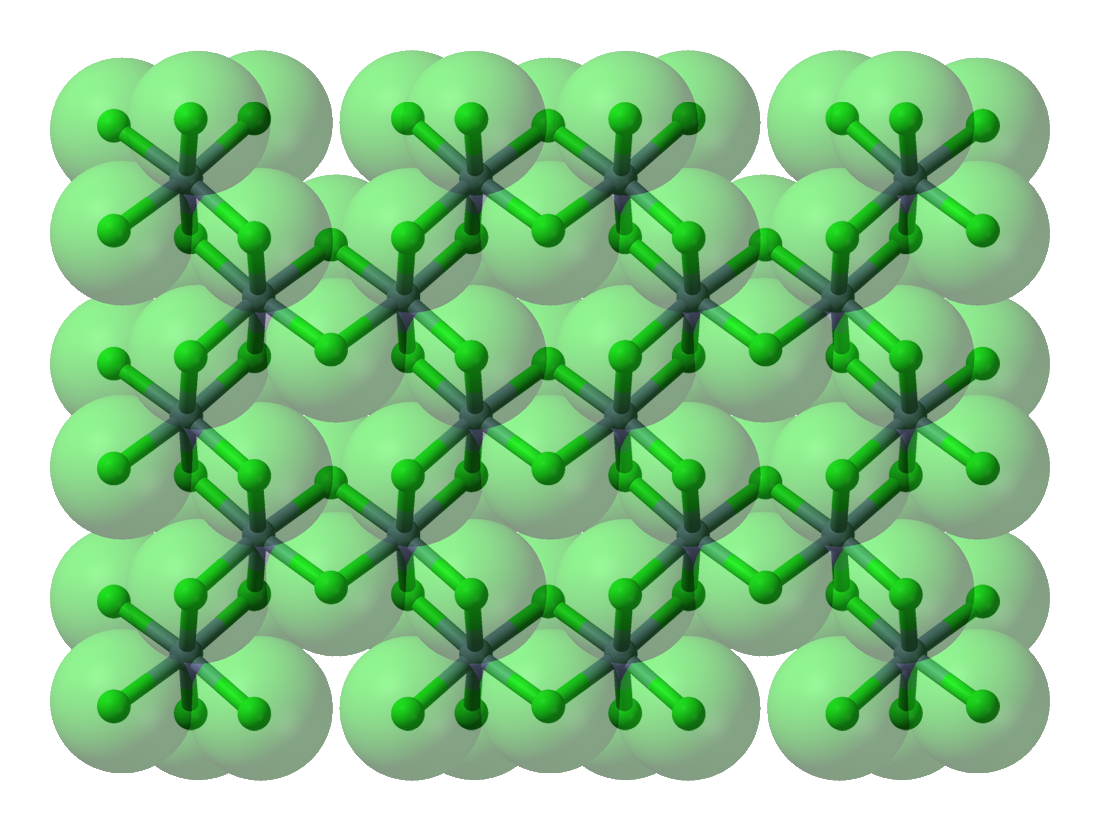
Modèle compact d'empilement cubique à faces centrées d'ions chlorure dans la structure cristalline de CrCl3
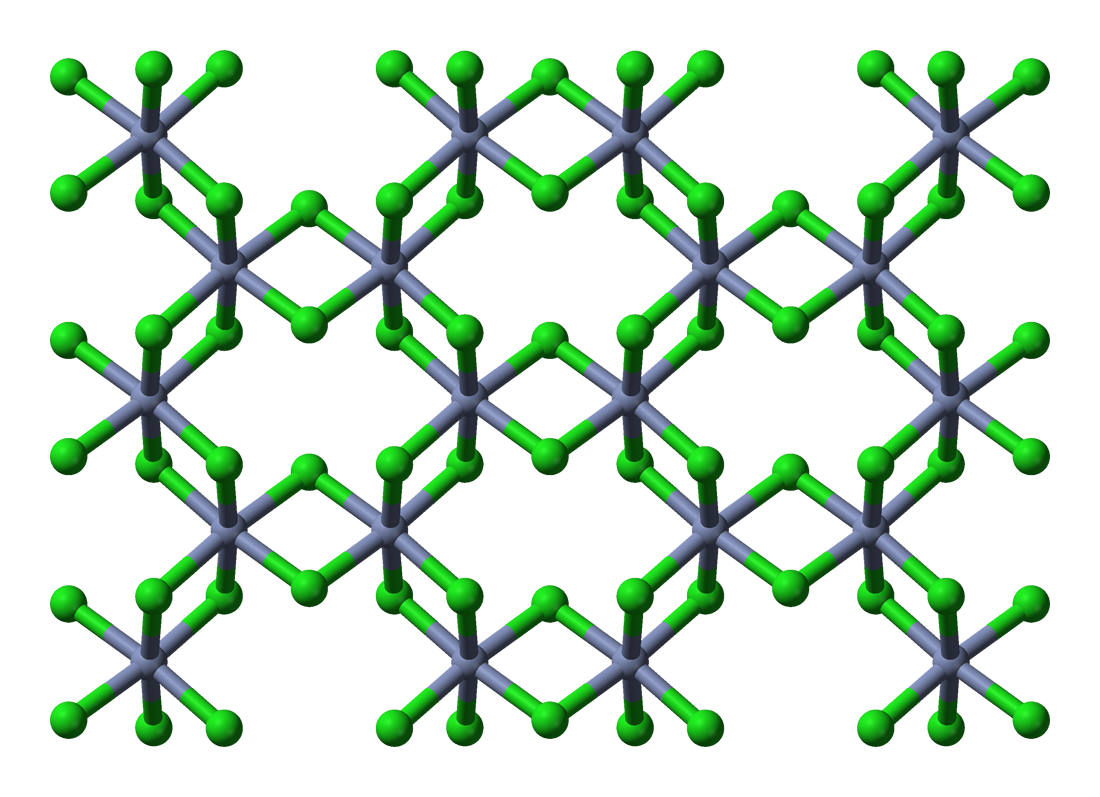
Modèle boules-bâtonnets d'une partie d'une couche
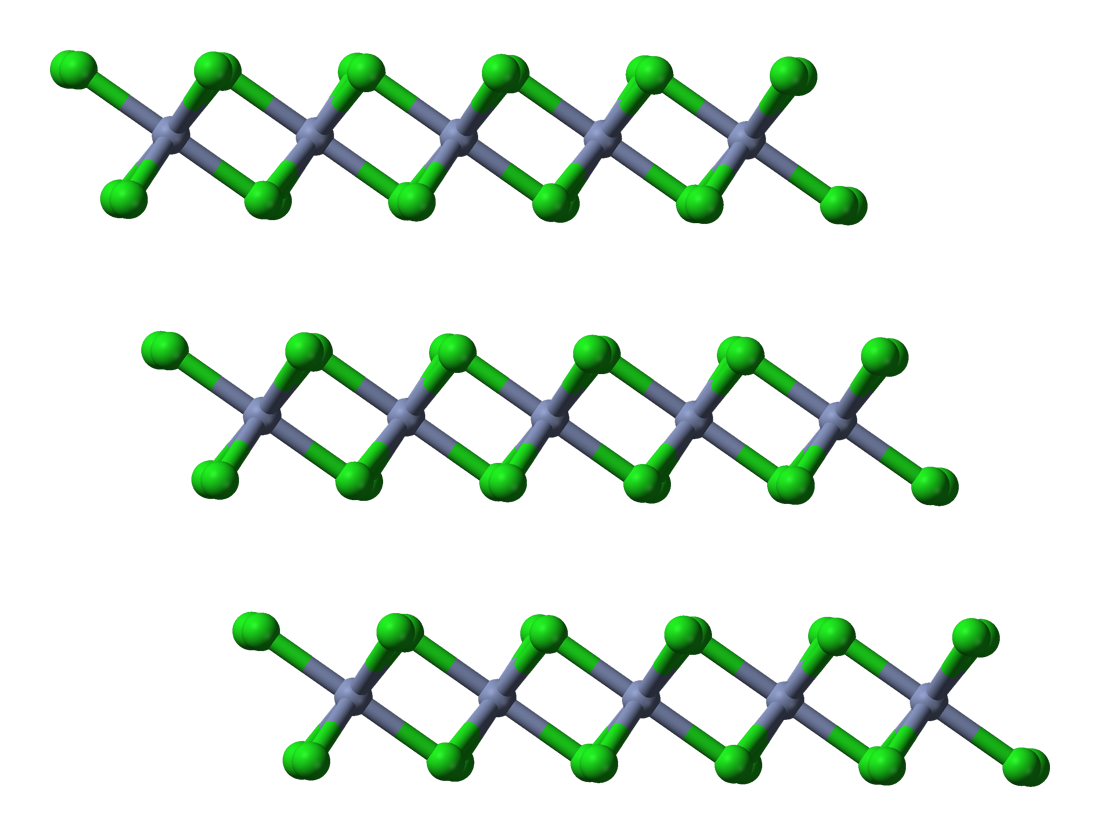
Empilement de couches

### Hydrates
Les chlorures de chrome(III) possèdent la propriété assez inhabituelle d'exister sous plusieurs formes chimiques distinctes (isomères), qui diffèrent quant au nombre d'anions chlorure coordonnés avec Cr(III) et l'eau de cristallisation. Les différentes formes existent à la fois sous forme solide et en solution aqueuse. Plusieurs membres sont connus des séries [CrCl3−n(H2O)n]z+. Le principal hexahydrate peut être plus précisément décrit comme [CrCl2(H2O)4]Cl(H2O)2. Il est constitué du cation [CrCl2(H2O)4]+ trans et de molécules d'eau supplémentaires et d'un anion chlorure dans le réseau. Deux autres hydrates sont connus, [CrCl(H2O)5]Cl2(H2O) vert pâle et [Cr(H2O)6]Cl3 violet. Un comportement similaire existe avec d'autres composés du chrome(III).

## Préparation
Le chlorure de chrome(III) anhydre peut être préparé par chloration du chrome métal directement, ou indirectement par la chloration carbothermique de l'oxyde de chrome(III) à 650–800 °C, :
Cr2O3 + 3 C + 3 Cl2 → 2 CrCl3 + 3 CO
La déshydratation avec du chlorure de triméthylsilyle dans du THF donne le solvaté :
CrCl3(H2O)6 + 12 Me3SiCl → CrCl3(THF)3 + 6 (Me3Si)2O + 12 HCl
Il peut aussi être préparé en traitant l'hexahydrate avec du chlorure de thionyle :
CrCl3(H2O)6 + 6 SOCl2 → CrCl3 + 6 SO2 + 12 HCl
Les chlorures hydratés sont préparés par traitement du chromate avec de l'acide chlorhydrique et du méthanol. Au laboratoire, les hydrates sont habituellement préparés en dissolvant le chrome métal ou l'oxyde de chrome(III) dans l'acide chlorhydrique.[réf. nécessaire]

## Réactions
Les faibles vitesses de réaction sont classiques avec les complexes de chrome(III). La faible réactivité de l'ion Cr3+ d3 peut être expliquée par la théorie du champ cristallin. Une façon de permettre à CrCl3 de participer à des substitutions en solution est de réduire les très faibles traces restantes en CrCl2, par exemple à l'aide de zinc dans l'acide chlorhydrique. Ce composé chrome(II) participe aux substitutions facilement, et il peut échanger des électrons avec CrCl3 par un pont chlorure, permettant à tous les CrCl3 de réagir rapidement.
Avec la présence de quelques ions chrome(II), cependant, le CrCl3 solide se dissout rapidement dans l'eau. De même, les réactions de substitution de ligands des solutions de [CrCl2(H2O)4]+ sont accélérées par le catalyseur chrome(II).
Avec les chlorures de métaux alcalins fondus tels que le chlorure de potassium, CrCl3 donne des sels de type M3CrCl6 et K3Cr2Cl9, qui sont aussi octaédriques mais où les deux chromes sont liés par trois ponts chlorure.

### Complexes avec des ligands organiques
CrCl3 est un acide de Lewis, classé comme "dur" selon le concept HSAB. Il forme plusieurs adduits de type [CrCl3L3]z, où L est une base de Lewis. Par exemple, il réagit avec la pyridine (C5H5N) pour former un adduit :
CrCl3 + 3 C5H5N → CrCl3(C5H5N)3
Le traitement avec du chlorure de triméthylsilyle dans du THF donne le complexe THF anhydre :
CrCl3.(H2O)6 + 12 (CH3)3SiCl + 3 THF → CrCl3(THF)3 + 6 ((CH3)3Si)2O + 12 HCl

### Précurseur de composés organochromiques
Le chlorure de chrome(III) est utilisé comme précurseur de nombreux composés organochromiques, par exemple le bis(benzène)chrome, un analogue du ferrocène :
Les complexes de phosphine dérivés de CrCl3 catalysent la trimérisation de l'éthylène en hex-1-ène,.

### Utilisation en synthèse organique
Une utilisation de niche du CrCl3 en synthèse organique concerne la préparation in situ du chlorure de chrome(II), un réactif utilisé pour la réduction des halogénoalcanes et pour la synthèse des halogénures (E)-alcényles. La réaction est habituellement faite avec deux moles de CrCl3 par mole d'hydrure d'aluminium et de lithium, bien que si les conditions d'acidité du milieu aqueux sont appropriées, le zinc et l'acide chlorhydrique peuvent suffire.
Le chlorure de chrome(III) a aussi été utilisé comme acide de Lewis dans des réactions organiques, par exemple pour catalyser la réaction de Diels-Alder nitroso.

### Colorants
Plusieurs colorants contenant du chrome sont utilisés commercialement pour teinter la laine. Les colorants typiques sont des triarylméthanes constitués de dérivés de l'acide orthohydroxybenzoïque.

## Précautions
Bien que le chrome trivalent soit beaucoup moins toxique que l'hexavalent, les sels de chrome sont généralement considérés toxiques.